# Ratherheath Tarn
Der Ratherheath Tarn ist ein See im Lake District, Cumbria, England.
Der See liegt westlich von Burneside. Der See wurde künstlich angelegt und hat keinen erkennbaren Zufluss oder Abfluss. Der See dient als Angelteich.